# Vichtenstein
Vichtenstein là một đô thị thuộc huyện Schärding thuộc bang Oberösterreich, Áo. Đô thị Vichtenstein có diện tích 10,7 km², dân số thời điểm năm 2006 là 732 người.